# Sudesna
Sudesna es un género de arañas araneomorfas de la familia Dictynidae. Se encuentra en Asia y Australia.

## Lista de especies
Según The World Spider Catalog 12.0:
- Sudesna anaulax (Simon, 1908)
- Sudesna circularis Zhang & Li, 2011
- Sudesna digitata Zhang & Li, 2011
- Sudesna grammica (Simon, 1893)
- Sudesna grossa (Simon, 1906)
- Sudesna hedini (Schenkel, 1936)